# Sarıyusuf, Atakum
Sarıyusuf là một xã thuộc quận Atakum, tỉnh Samsun, Thổ Nhĩ Kỳ. Dân số thời điểm năm 2010 là 109 người.